# Sid Meier's Alpha Centauri
Sid Meier's Alpha Centauri (undertiden forkortet SMAC eller bare Alpha Centauri) er et 4X turbaseret strategispil skabt af Brian Reynolds og Sid Meier på Firaxis Games i 1999. Handlingen er en løs fortsættelse Sid Meiers Civilization-serie, hvor et af de mulige mål for at vinde spillet, er at udsende et rumskib til at kolonisere en planet i Alpha Centauri-solsystemet. Men i stedet for at være inddelt i civilisationer, er de syv mulige fraktioner delt efter ideologi. En udvidelsespakke, Sid Meiers Alien Crossfire (forkortet SMACX eller SMAX) blev også udgivet samme år, som yderligere tilføjede syv grupper, herunder to grupper, der er en art af rumvæsner. Selvom spillet var relativt populært, kom det ikke op til det samme niveau af popularitet som Civilization-spillet.

## Handling
I spillets baggrundshistoie er Jorden i 2060 blevet ødelagt af krig, sygdom, hungersnød og andre katastrofer. Det lykkes De Forenede Nationer at sende et koloniseringsrumfartøj, kaldt Unity' ("enighed"), mod Alfa Centauri, hvor en jordlignende planet, Chiron (oftest bare kaldt Planet), er opdaget. Der håber man, at verdens bedste formåen om bord på Unity kan bygge den ideelle civilisation.
På vej mod Alfa Centauri, sker der et tekniskt uheld, som vækker besætningen fra deres nedfrosne tilstand. Mens besætningen forsøger at reparere skaden bliver kaptajn på skibet, Garland, myrdet af en ukendt morder. Dette fører til besætningen opdeles i syv forskellige fraktioner, ledet af syv højtstående officerer på skibet. Skaderne på Unity ikke kan repareres, og fraktionerne tager hver deres landgangsfartøjer og landing på Chiron. (hvor selve spillet begynder) Disse syv, med forskellige personligheder og ideologier begynder derefter, at bygge syv forskellige samfund på Chiron i konkurrence med hinanden.

## Gameplay
I spillet tager spilleren rollen, som en af de syv fraktioners ledere og forsøger, at udvide deres koloni og vinde spillet. Spillere befinder sig i et kapløb til sejr mod de andre fraktioner og kan bruge en række strategier for at nå målet. Videnskabelige opdagelser i spillet bestemmer, hvilke teknologier er tilgængelige for fraktioner, og det bestemmer, hvilke bygninger og enheder, der kan bygges i deres baser. I modsætning til de tidligere Civilization-spil og Civilization III giver spillet muligheden for at designe sine enheder (spilleren kan vælge at bygge en enhed med lidt rustning og høj kampstyrke, som er billigere og hurtigere, eller give enheden en maksimal rustning og kampstyrke).
Der er mange forskellige parametre for sejr, som spilleren kan ændre. Spilleren kan vælge at arbejde hen imod en sejr baseret på diplomati (en tilstrækkelig stor andel af stemmer til spillerens fraktion til at lede hele menneskeheden), økonomi (penge repræsenteret i spillet af "energi" og har tilstrækkelig økonomisk dominans vil vinde), erobring (vindes hvis spilleren indtager alle andres baser) eller "transcendens". På Chiron opdager folk en indfødt livsform, en form for svampet vegetation, der findes på hele overfladen af planeten. Spilleren kan vælge, at ødelægge vegetationen for bedre at udnytte terrænet eller udvikle måder at interagere med den. Hvis man ødelægger vegetationen, vil ens fraktion blive angrebet af mindworms, en slags orme med mentale evner. Gennem spillets historie opdager man, at de indfødte livsformer er del af en enkelt intelligent organisme, der omfatter hele kloden. Spilleren kan derefter vælge, at lade ens fraktion indgå i en mental forbindelse med planetens livsform og finde spillet ved at blive den første og ikke blive besejret imens.
Ligesom i de andre Civilization-spil, kan spillerne opbygge særlige bygninger, der giver fordele til hele fraktionen (i Alpha Centauri kaldt secret projects, som i Civilization kaldes wonders, "undere"). Hvert projekt kan kun udfyldes af en fraktion og vil være til rådighed alt efter hvilken nye teknologi man forsker.

### Datalinks
En vigtig del af spillet er det såkaldte datalinks, et informationssystem som indeholder al information som spilleren kan behøve, opbygget på samme måde som Civilizations Civilopedia. Den vigtigste information er teknologitræet, der viser alle de teknologier, der er tilgængelige i spillet, sammen med den viden, der kræves for hver teknologi og hvad man får adgang til, ved at opdage det (nye chassis, våben, rustninger, etc.). Hver gang spilleren udveksle teknologi, kan vedkommende tage et kig på de datalinks for at finde ud af, hvad der præcist er det, at man har at forhandle med.
En del datalinks ledsages af citater fra enten historiske personer eller de forskellige fraktionsledere, der læser den, første gang man bygger en bygning eller gør en ny opdagelse.

### Terræn
Spillet har et tredimensionelt kort af planetens overfladen inddelt i firkanter, hvor baser kan bygges og tropper flyttet. Terrænegenskaber bestemme hvilke ressourcer, og hvor meget man får ud af det. Firkanter med bjerge i sig selv giver eksempelvis mineraler, men ingen mad, mens flod-firkanter producerer ekstra energi. Højdeniveauet af terrænet regulerer, hvor meget energi man kan få ud, kan skabe regn, etc. Hvis man har tropper med et terraformingsmodul kan firkanternes terræn ændres (herunder hæve og sænke niveauet over havet). Terrænet indgår også i kampe, for eksempel får de forsvarende enheder en 50% bonus på bjergrige firkanter, mens artillerienheder får bonusser, hvis de angriber fra en højere højde.